# Herbert Yardley

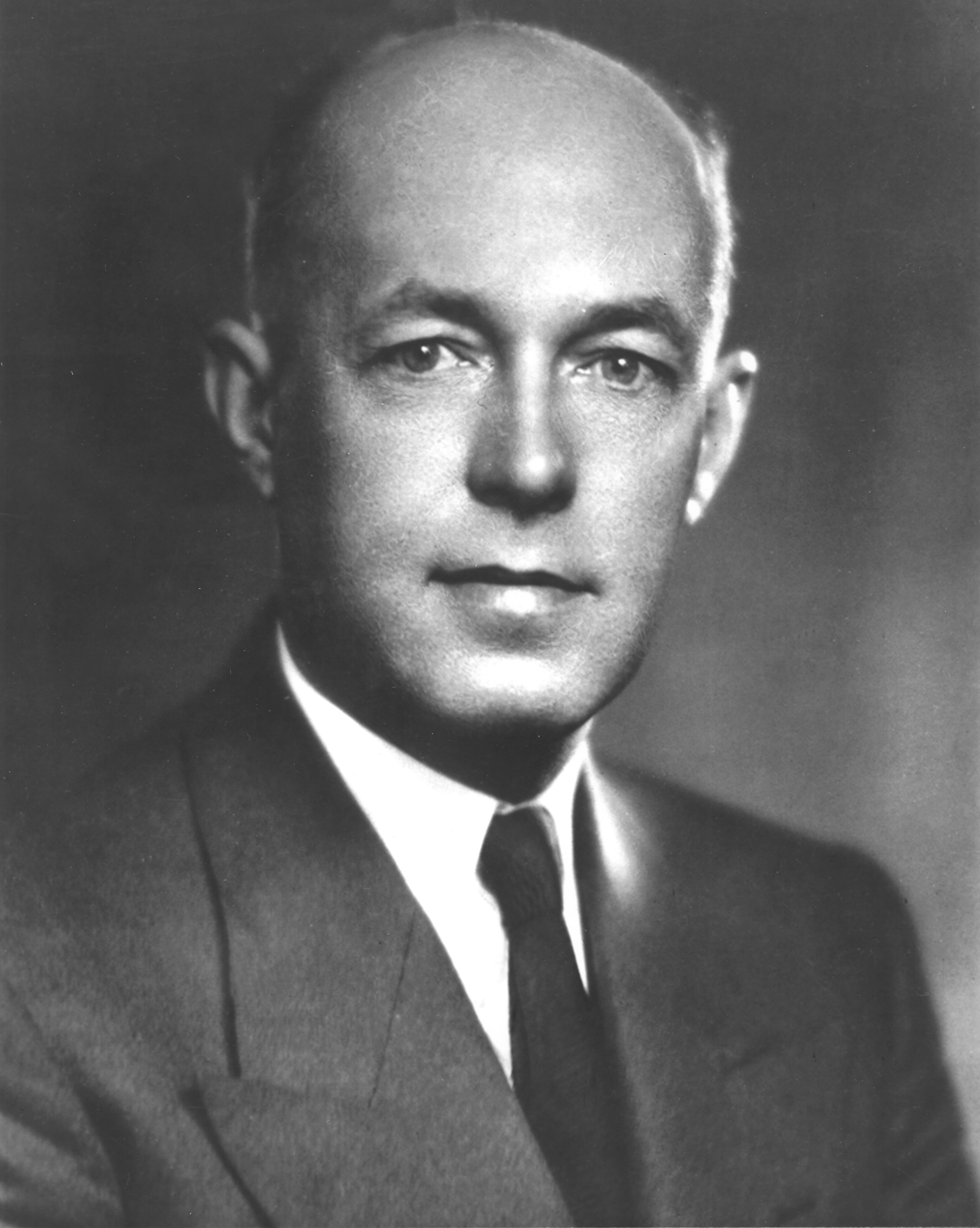
Herbert Yardley

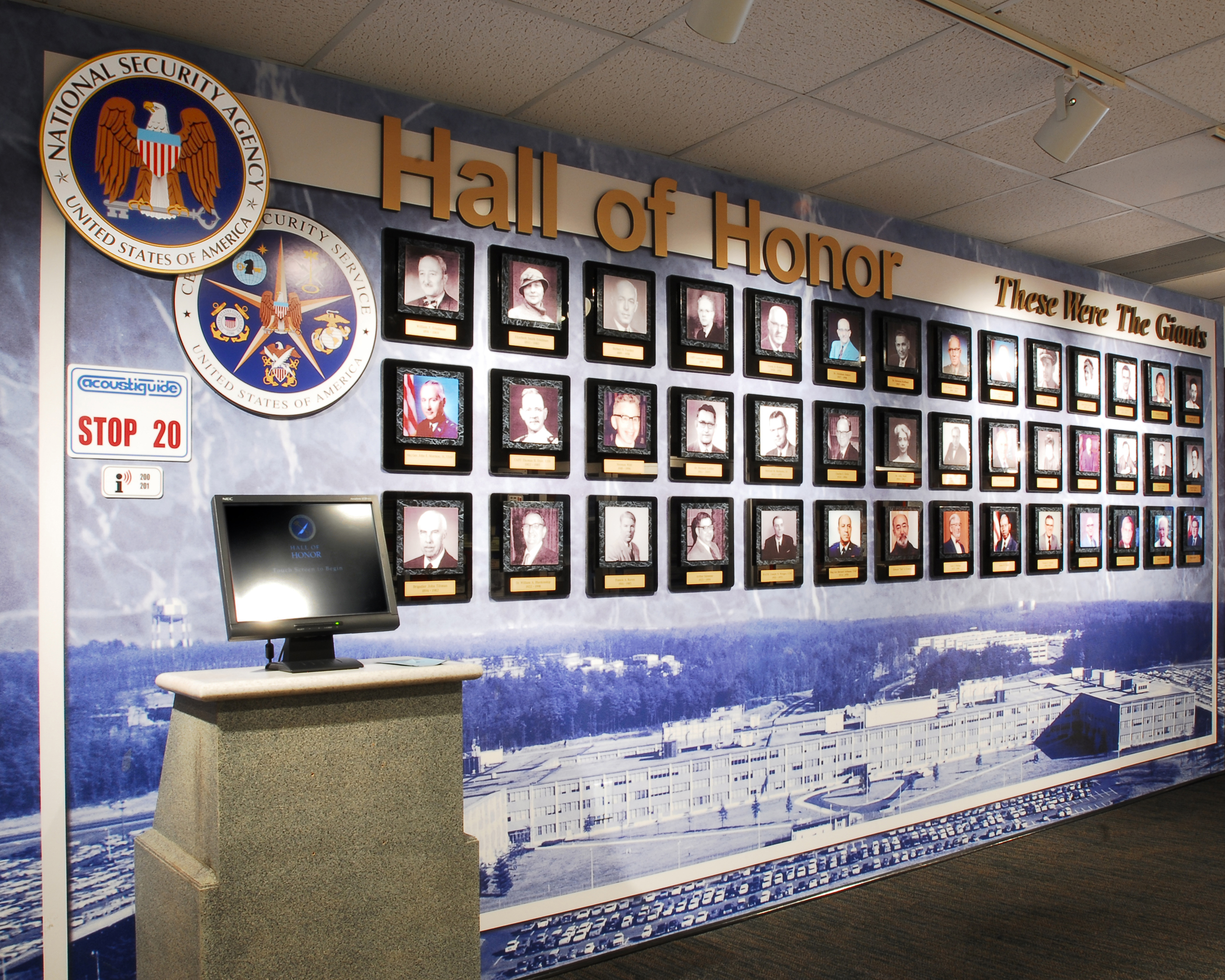
Herbert Yardley in der Bildergalerie der Hall of Honor (obere Reihe dritter von links)

Herbert Osborne Yardley (* 13. April 1889 in Worthington, Indiana; † 7. August 1958) war ein US-amerikanischer Kryptologe.
Yardley war der Sohn eines Stationsvorstehers und Telegraphisten der Eisenbahn. Er brach sein Studium an der University of Chicago ab, um wieder in seinem Heimatort Worthington als Telegraphist zu arbeiten und trat 1912 in den Staatsdienst, wo er zunächst als Telegraphist und Kodierer im Auswärtigen Amt arbeitete. Im Ersten Weltkrieg war er als Reserveoffizier Kryptograph im US-amerikanischen Expeditionskorps in Frankreich. Dabei gelang es ihm, auch die eigenen US-amerikanischen Codes zu entziffern, worüber er im Mai 1916 ein Memorandum verfasste. Yardley verpflichtete den führenden Anbieter von Telegraphie, Western Union, ihm die Telegramme aller ausländischen Botschaften vorzulegen. Gleichzeitig überzeugte er seine Vorgesetzten, eine eigene Abteilung zur Kryptanalyse ausländischer Verschlüsselungen einzurichten, die Abteilung MI-8 des Signal Corps, die er ab Juni 1917 leitete. Nach dem Krieg setzte er diese Arbeit im Cipher Bureau (genannt Black Chamber) in New York City im Auftrag des Auswärtigen Amts (State Department) und der US-Armee fort. Ihre Hauptaufgabe war die Entzifferung der japanischen Codes, was Yardley nach einem Jahr gelang. Der dadurch erworbene Informationssprung zahlte sich insbesondere 1921/22 während der Washingtoner Verhandlungen zur Begrenzung der beiderseitigen Kriegsschiff-Flotten (Washington Naval Conference) aus.
Im Oktober 1929 wurde das Cipher Bureau durch US-Außenminister Henry L. Stimson geschlossen. Seine Begründung damals war: Gentlemen do not read each other’s mail (deutsch „Ehrenmänner lesen nicht die Post der anderern“). Yardley hatte ihn zuvor mit der Bemerkung provoziert, er sei in der Lage sämtliche Post des Vatikans zu lesen. Yardley verfasste daraufhin seine Erinnerungen in dem 1931 erschienenen Buch The American Black Chamber, das ein Bestseller wurde, nicht nur in den USA, sondern zum Beispiel auch in Japan, und 1935 verfilmt wurde. Da er darin auch ausländische Regierungen auf Schwachstellen in ihren Verschlüsselungsmechanismen aufmerksam machte, erregte er den Unwillen der US-Regierung, die ihn zwar juristisch nicht verfolgen konnte, mit ihm aber künftig auch nicht mehr zusammenarbeitete. 1938 bis 1940 arbeitete er für die Chinesen, denen er half, japanische Codes zu entziffern (worüber er das Buch The Chinese Black Chamber schrieb, das erst 1983 erschien), und 1941 kurz für die kanadische Regierung, für die er eine kryptographische Abteilung beim nationalen Forschungsrat aufbaute. Er musste aber dann auf Druck der US-Regierung gehen.
Yardley schrieb danach noch drei Detektiv- und Spionageromane (The Blonde Countess, Red Sun of Nippon, Crows Are Black Everywhere), war Drehbuchautor und technischer Berater für Filme und schrieb einen Bestseller über das Pokern (Education of a Poker Player, 1957).
1999 wurde er in die Hall of Honor (Ehrenhalle) der NSA (National Security Agency) aufgenommen.